# Lac Vert (Lot)
Pour les articles homonymes, voir Lac Vert.
Le Lac Vert est un lac situé sur la commune de Catus dans le département du Lot en France.

## Caractéristiques
Dû à un barrage sur le Vert, affluent en rive droite du Lot, il est également alimenté par plusieurs résurgences,le lac est situé sur la route départementale 5 entre Saint-Médard et Catus.

## Activités
Une base de loisirs s'y trouve, proposant des activités terrestres et nautiques.